# Union (Yes-Album)
Union ist das letzte weltweit erfolgreiche Album der britischen Progressive-Rock-Band Yes aus dem Jahr 1991. Der Titel thematisiert die Vereinigung der beiden Bands Yes (Chris Squire, Trevor Rabin, Alan White und Tony Kaye) und Anderson, Bruford, Wakeman, Howe (ABWH). Mit dem insgesamt 18. Album veröffentlichten Yes ihre 13. Studioarbeit.

## Entstehung
Nach dem Ende der Big Generator-Tour am 13. April 1988 gingen die Bandmitglieder auseinander. Trevor Rabin widmete sich seinem Solo-Projekt Can't Look Away (1989 veröffentlicht), während Jon Anderson, frustriert durch die Reduzierung seiner Position in der Band auf die Funktion des Sängers von Songs, an deren Entstehung er nicht beteiligt wurde, mit Bill Bruford, Steve Howe und Rick Wakeman Kontakt aufnahm. Mit ihnen zusammen veröffentlichte er 1989 das Album Anderson Bruford Wakeman Howe. Chris Squire hatte vor Gericht erreicht, dass die vier Musiker nicht unter dem Namen Yes auftreten durften (Details unter Anderson, Bruford, Wakeman, Howe). Dennoch bildeten sich in der Gruppe um Squire für die beiden Bands die Namen YesWest (Squire et al.) und YesEast (für ABWH, d. h. Anderson et al.), nach den Hauptwohnsitzen ihrer Mitglieder in England und den USA
Als Yes (Squire, Rabin, White und Kaye) sich wieder zusammenfanden, standen sie vor dem Problem, einen Sänger für ein neues Projekt finden zu müssen. Sie arbeiteten eine Weile mit Roger Hodgson (ehem. Supertramp) und Billy Sherwood (World Trade) zusammen und entwickelten erste Songideen. Gleichzeitig sammelten Anderson, Bruford, Wakeman und Howe nach dem Ende ihrer Welttournee am 23. März 1990 neues Material für ein zweites Album, unter dem Arbeitstitel Dialogue, das für Oktober 1990 vorgesehen war. Persönliche Animositäten machten jedoch eine Zusammenarbeit auf beiden Seiten schwierig, zudem erwies sich die Arbeit mit Hodgson und Sherwood für Yes als unbefriedigend.
Seit Larry Magid, der an der Promotion für eine Yes-Tour im Jahre 1971 beteiligt gewesen war, Jon Anderson während der ABWH-Tour den Vorschlag gemacht hatte, eine 84 Konzerte umfassende Tour zu finanzieren, wenn dieser in der Lage sei, ABWH und Yes zusammenzubringen, hatte Anderson eine Wiedervereinigung der beiden Bands geplant. Mit dieser Idee im Hinterkopf kontaktierte Jon Anderson nun Trevor Rabin, mit der Bitte, einige Gitarrenparts zu Dialogue beizusteuern. Kurz darauf trat er dann mit der Bitte an ihn heran, ABWH einen Song zur Verfügung zu stellen. Rabin verstand die Anfrage so, dass ABWH eine Single brauchten, und schickte der Plattenfirma Arista Records drei Songs, die er nicht selbst benutzen wollte, zur Auswahl. Arista gefielen jedoch alle drei Songs. Dann zögerte Rabin jedoch, sie der Konkurrenzband zu überlassen. Angeregt von Larry Magid und Jon Anderson forcierten dann die Managements beider Bands, eben noch Gegner vor Gericht, eine Zusammenarbeit aller acht Yes-Veteranen unter einem einzigen Namen: So würde man einerseits ein Megaprojekt an den Start bringen können, was eine entsprechende Publicity versprach, und andererseits sowohl den Namen Yes, an dem Chris Squire die Rechte besaß, als auch das klassische Logo, an dem außer Roger Dean auch Steve Howe die Rechte besitzt, benutzen können. Im Herbst 1990 setzten sich Anderson und Squire und die beteiligten Plattenfirmen, Arista und Atlantic Records, zusammen, um das Projekt Union auf den Weg zu bringen. Grundlage dafür wurde ein 90-seitiger Vertrag zwischen den Musikern, den Plattenfirmen, den beteiligten Promotern etc. aufgrund dessen YesWest nach 20 Jahren ihre Plattenfirma Atlantic verließen, da Arista eindeutig das größere Interesse an der neuen Band hatten.
Niemand hatte jedoch über die kreative Seite der Arbeit gesprochen. Steve Howe, Rick Wakeman und Bill Bruford wurden ohne vorherige Absprache vor vollendete Tatsachen gestellt, Wakeman wurde gar nur per Fax informiert. So kam es, dass Union zu einem sehr heterogenen Album wurde, auf dem YesEast-Tracks neben YesWest-Tracks und fertige Aufnahmen neben Demos stehen. Darüber hinaus gibt es Solobeiträge als Lückenfüller, und Stücke, auf denen die angeblich beteiligten Musiker überhaupt nicht zu hören sind. Eine echte Zusammenarbeit hat es nie gegeben. Chris Squire steuerte seinen Gesang auf einigen ABWH-Tracks bei und Jon Anderson sang einige Yes-Stücke ein. Abgesehen davon verhinderten die persönlichen Spannungen zwischen vielen der beteiligten Musiker eine Zusammenarbeit. Bruford, und Howe, die erst im Nachhinein informiert worden waren, bekundeten zudem wenig Lust an einem gemeinsamen Projekt – im Vorhinein dazu befragt, hätten sie Andersons Idee ohnehin abgelehnt. Doch auch die Schwierigkeiten in den beiden Lagern untereinander waren groß. Produzent Jonathan Elias:

„I couldn't get Jon and Steve to sit down in a room together without me and the only way that Steve would do anything is to wake up and get very stoned and he was no good for the whole day after that. [...] And that was just putting Jon and Steve together, and constantly Steve would be badgering me about how he hated Jon's lyrics and how Jon had no good ideas. And Jon would say to me, 'Oh, Steve's just so washed out and Asia was such a horrible thing—look what it did to him.'“

Auch zwischen den anderen Bandmitgliedern waren die Verhältnisse nicht besser:

„Steve wouldn't listen to one of Rick's parts, Rick wouldn't listen to one of Steve's parts.“

Doch auch Jonathan Elias entpuppte sich nicht als erste Wahl für den Job des Produzenten. Ein Bekannter Jon Andersons, hatte dieser ihm zugetraut, die Band zusammenzuschweißen. Doch Elias, kein erstklassiger Produzent, befremdete bald viele der beteiligten Musiker, darunter Keyboarder Rick Wakeman und sein Ersatz, Saga-Keyboarder Jim Crichton. Wakeman und Elias bekriegten einander während der Plattenaufnahmen eine Zeit lang mit Artikeln im Keyboard-Magazine und auch Crichton hatte nicht viel Gutes über Elias zu berichten: er verkündete, dass die Zusammenarbeit zwischen Anderson und Elias nicht funktionierte, dieser hätte ihm gesagt, er solle sich an 90125 orientieren, jener ihn ermahnt, seine Beiträge bloß nicht nach 90125 klingen zu lassen. Zudem hielt Crichton Elias nicht für einen guten Produzenten. – In Wirklichkeit ging es bei dem Projekt vor allem um finanziellen Profit – aus verschiedenen Gründen: Arista und Atlantic hatten erkannt, dass sie ein Album nur dann mehr als 750.000 Mal (die Auflage von Anderson Bruford Wakeman Howe) verkaufen konnten, wenn Logo, Bandname und die klassische Besetzung zumindest in Teilen zusammenkam, es dennoch aber radiotaugliche Musik enthielt. Nicht anders bei den Musikern: Jonathan Elias: All Bill Bruford wanted to know is, 'Is it coming in on budget?'. They didn't care about a note of music. They all thought that Jon was stealing money from them.
Wie ungeliebt das Projekt bei den beteiligten Musikern war, lässt sich bis heute an den widersprüchlichen Aussagen aller Beteiligten ablesen. Laut Produzent Jonathan Elias hatten ABWH zum Zeitpunkt der Aufnahmen kaum Material: Basically, what there was was Steve was working on a solo album and he brought in some things. Jon brought in one or two faint ideas. Tatsächlich gehen die Riffs von I Would Have Waited Forever und Silent Talking (der 9/4-Teil) auf Ideen von Steve Howe zurück und sind in ihrer ursprünglichen Form auf seinem Soloalbum Turbulence zu hören. Andererseits bestanden die Dialogue-Demos jedoch aus einer Fülle von Songmaterial – von dem kaum etwas für Union genutzt wurde.
Dann kam dazu, dass Elias von den Plattenfirmen die Anweisung bekommen hatte, ein Pop-Album aus dem Material zu formen:

„They couldn't make money on an album unless it had a pop sensibility and they were so far removed from what a pop sensibility was at that point without Trevor [Rabin]. There were times I tried to push them into that, but they would just bad mouth Trevor, particularly Steve. Ooof, boy, did he hate Trevor!“

Dem stand auf der anderen Seite ein immenser Zeitdruck gegenüber, da die Union-Tour (Start: 9. April 1991) bereits gebucht war und bis dahin nur etwa acht Monate zur Verfügung standen, in denen die Bandmitglieder hin und her über den Atlantik reisten, sorgsam darauf bedacht, einander nicht zu begegnen. Zudem tourte Rick Wakeman vom 29. Mai bis zum 30. September 1990 durch England (die Classical Connection Tour) und Steve Howe arbeitete neben seinem Soloalbum auch an dem neuen Asia-Album Aqua mit. Tatsächlich wurde das Album erst einen knappen Monat nach dem Tourstart veröffentlicht, und Elias war gezwungen, selbst Hand anzulegen. Da auch Jon Anderson mit den Beiträgen von Howe und Wakeman unzufrieden war, nahmen zunächst die beiden, später Elias alleine, das Album in die Hand und begannen, die entsprechenden Parts ohne Wissen von Bruford, Howe und Wakeman von einer wechselnden Reihe von Studiomusikern ersetzen zu lassen, vornehmlich vom Gitarristen Jimmy Haun (später beim Chris Squire Experiment und bei Circa: zu hören, daneben Mitglied bei Lodgic und Air Supply), dem Toto-Keyboarder und erfahrenen Session-Musiker Steve Porcaro und dem Saga-Keyboarder Jim Crichton. Howe und Wakeman sind daher entgegen einer weit verbreiteten Auffassung unter den Fans der Band auf dem Album kaum zu hören, und Ähnliches gilt für Bill Bruford. Jimmy Haun:

„Basically he [Elias] told me Arista felt Steve's guitar parts were unacceptable and that he had just soloed over all the songs. Now this was partially true. What they wanted was a blend of the old classic Steve Howe sound mixed with Trevor Rabin! I guess they felt it would sell more records. Auf den Songs Without Hope You Cannot Start the Day, Dangerous und Take the Water to the Mountain ist nicht Steve Howe, sondern Jimmy Haun zu hören, und auf den anderen ABWH-Tracks hört man ihn nur passagenweise. Auch Wakeman lieferte nicht das, was Anderson und Elias sich vorgestellt hatten: Elias claims that Wakeman did not provide what was needed on the album and that what they wanted was more texture and backdrop than keyboard pyrotechnics.“

Howes und Wakemans Beiträge wurden demnach als nicht radiotauglich abgelehnt und ersetzt, zudem waren die Sounds, die Wakeman benutzte, Elias wohl zu altbacken. Howe erfuhr erst zur Mitte der Europatour, dass seine Gitarrenparts ersetzt worden waren, als er das Album mit einem vorsichtigen Hinweis von Chris Squire in die Hand gedrückt bekam. Er reagierte entsprechend wütend. Wakeman konnte das Album kaum durchgehend hören: er hat nach eigenem Bekunden mehrfach Kassetten aus dem Fenster geworfen.

Für den Bass auf den ABWH-Stücken war ursprünglich Tony Levin verantwortlich, aber auch Steve Howe und Jimmy Haun sind am Bass zu hören.
Doch auch den von Eddie Offord produzierten YesWest erging es nicht besser: Lift Me Up, Saving My Heart und Miracle of Life sind Demos: Rabin wollte sie noch einspielen, zu seiner Überraschung landeten sie in ihrer vorläufigen Form, versehen mit Andersons Gesangsparts, auf dem Album.
Zudem wurden „Lücken“ auf dem Album mit eigentlich für Soloalben vorgesehenen Stücken gestopft: Masquerade (von Steve Howe), Evensong (von Bill Bruford und Tony Levin) und Take the Water to the Mountain (von Jon Anderson) zählen ebenso dazu wie I Would Have Waited Forever und Silent Talking, die in anderer Form für Steve Howes Turbulence vorgesehen waren.

## Übersicht über die Songbeiträge
Yes-Songs
1. Lift Me Up (Trevor Rabin/Chris Squire)
2. Saving My Heart (Trevor Rabin)
3. Miracle of Life (Mark Mancina/Trevor Rabin)
4. The More We Live – Let Go (Billy Sherwood/Chris Squire)

- Lift Me Up, Saving My Heart und Miracle of Life sind Demos.
- Saving My Heart war ursprünglich für ein Rabin/Hodgson-Projekt vorgesehen. Anderson gefiel der Song, und er landete auf Union.
- The More We Live—Let Go war das Ergebnis der ersten Zusammenarbeit von Chris Squire und Billy Sherwood, der als Ersatz für Anderson im Gespräch war und seit damals als offizielles oder inoffizielles Mitglied von Yes im Umfeld der Band aktiv war (auf den Alben Talk, Keys to Ascension, Keys to Ascension 2, Open Your Eyes und The Ladder, beim Chris Squire Experiment, bei Conspiracy und bei Circa:). Zwei weitere Songs der beiden, Say Goodbye und Love Conquers All, sind nicht auf Union gelandet, wurden später aber auf dem ersten Conspiracy-Album veröffentlicht (siehe unten).

ABWH-Songs:
1. I Would Have Waited Forever (Jon Anderson/Jonathan Elias/Steve Howe)
2. Shock to the System (Jon Anderson/Jonathan Elias/Steve Howe)
3. Without Hope You Cannot Start the Day (Jon Anderson/Jonathan Elias)
4. Silent Talking (Jon Anderson/Bill Bruford/Jonathan Elias/Steve Howe/Rick Wakeman)
5. Angkor Wat (Jon Anderson/Jonathan Elias/Rick Wakeman)
6. Dangerous (Look In The Light Of What You're Searching For) (Jon Anderson/Jonathan Elias)
7. Holding On (Jon Anderson/Jonathan Elias/Steve Howe)
8. Give & Take (Jon Anderson/Steve Howe/Jonathan Elias)

- Chris Squire singt zwar Backing vocals auf den ABWH-Stücken, spielt aber nur auf den YesWest-Stücken Bass.
- Auf den Songs Without Hope You Cannot Start the Day, Dangerous und Take the Water to the Mountain ist nicht Steve Howe, sondern Jimmy Haun zu hören.
- Ein Klavierintermezzo von Rick Wakeman auf Without Hope You Cannot Start the Day wurde ohne sein Wissen von Anderson und Elias gelöscht, dasselbe gilt für ein Gitarrensolo Howes im selben Stück.
- Ein Teil von Silent Talking, ein Gitarrenpart von Howe namens Seven Castles wurde von Anderson und Elias ersatzlos gestrichen – zur großen Enttäuschung Howes, der seinen Teil für die beste Gitarrenarbeit auf dem Album gehalten hatte.
- Bei Holding On handelt es sich um eine Version, die aus Zeitgründen nicht fertiggestellt werden konnte.
- Das Riff von Shock to the System stammt aus einem Song von Steve Howe.
- Riffs von I Would Have Waited Forever und Silent Talking (der 9/4-Teil) sind auch auf Steve Howe Soloalbum Turbulence zu hören, das ebenfalls 1991 veröffentlicht wurde. Sie gehören daher eigentlich zu den Solo-Beiträgen.

Solo-Beiträge
1. Masquerade (Steve Howe)
2. Evensong (Bill Bruford/Tony Levin)
3. Take the Water to the Mountain (Jon Anderson)

- Masquerade ist ein Solostück, das Howe bereits lange vorher aufgenommen hatte. Die Plattenfirma wollte ein Solo-Stück von ihm, und Masquerade wurde im letzten Moment mit auf das Album genommen. Es brachte Steve Howe eine Grammy-Nominierung ein.
- Tony Levin und sein King-Crimson-Kollege Bill Bruford trugen mit den Chapman-Stick- und Perkussion-Instrumental Evensong zum Album bei, das eine Weiterentwicklung ihres Duetts von der ABWH Tour darstellt.
- Von den zahlreichen Dialogue-Demos schaffte es nur Take The Water To The Mountain auf Union. Hier wurde ein Gitarrensolo Steve Howes ohne sein Wissen gelöscht

Gestrichene Songs
1. Touch me Heaven
2. Say Goodbye
3. Love Conquers All (Squire/Sherwood) (4:57)

- Diese Songs wurde für das Album eingespielt, dann aber zu Überraschung der beteiligten Musiker nicht veröffentlicht. Eine neu eingespielte Version von Say Goodbye ist auf dem zweiten World-Trade-Album erschienen, Love Conquers All auf YesYears. Beide Demos finden sich auf dem ersten Conspiracy-Album.

## Trackliste
1. I Would Have Waited Forever (Jon Anderson/Jonathan Elias/Steve Howe) – 6:32
2. Shock to the System (Jon Anderson/Jonathan Elias/Steve Howe) – 5:09
3. Masquerade (Steve Howe) – 2:17
4. Lift Me Up (Trevor Rabin/Chris Squire) – 6:30
5. Without Hope You Cannot Start the Day (Jon Anderson/Jonathan Elias) – 5:18
6. Saving My Heart (Trevor Rabin) – 4:41
7. Miracle of Life (Mark Mancina/Trevor Rabin) – 7:30
8. Silent Talking (Jon Anderson/Bill Bruford/Jonathan Elias/Steve Howe/Rick Wakeman) – 4:00
9. The More We Live – Let Go (Billy Sherwood/Chris Squire) – 4:51
10. Angkor Wat (Jon Anderson/Jonathan Elias/Rick Wakeman) – 5:23
11. Dangerous (Look In The Light Of What You're Searching For) (Jon Anderson/Jonathan Elias) – 3:36
12. Holding On (Jon Anderson/Jonathan Elias/Steve Howe) – 5:24
13. Evensong (Bill Bruford/Tony Levin) – 0:52
14. Take the Water to the Mountain (Jon Anderson) – 3:10
15. Give & Take [Bonustrack auf der europäischen Ausgabe] (Jon Anderson/Steve Howe/Jonathan Elias) – 4:29

Union erreichte Platz 7 in den englischen Charts und Platz 15 in den USA.

## Besetzung
- Jon Anderson – Gesang
- Chris Squire – Bass, Gesang
- Trevor Rabin – Gitarre, Gesang
- Steve Howe – Gitarre, Gesang
- Tony Kaye – Keyboards, Gesang
- Rick Wakeman – Keyboards, Gesang
- Alan White – Schlagzeug, Gesang
- Bill Bruford – Schlagzeug

mit
- Deborah Anderson – Gesang
- Richard Baker – Synthesizer
- Gary Barlough – Synthesizer
- Jerry Bennett – Synthesizer, Perkussion
- Pauline Cheng – Kambodschanische Lyrik
- Jim Crichton – Synthesizer, Keyboards
- Jonathan Elias – Synthesizer, Keyboards, Gesang
- Gary Falcone – Gesang
- Sherman Foote – Synthesizer
- Brian Foraker – Synthesizer
- Chris Fosdick – Synthesizer
- Tommy Funderburk – Gesang
- Jimmy Haun – Gitarre
- Rory Kaplan – Synthesizer
- Alex Lasarenko – Synthesizer, Keyboards
- Tony Levin – Bass
- Ian Lloyd – Gesang
- Mark Mancina – Programmierung
- Steve Porcaro – Synthesizer
- Allan Schwartzberg – Perkussion
- Billy Sherwood – Bass, Gitarren, Keyboards
- Michael Sherwood – Gesang
- Danny Vaughn

Tontechnik, Abmischung
Durch die besonderen Umstände der Entstehung des Albums war eine ungewöhnlich lange Reihe von Toningenieuren und Produzenten mit der Abmischung der Songs befasst. Daher sollen sie hier ausnahmsweise alle genannt werden:
- Jonathan Elias – Produzent
- Steve Howe – Produzent
- Trevor Rabin – Produzent
- Eddie Offord – Produzent, Tontechnik, Abmischung
- Mark Mancina – Produzent
- Billy Sherwood – Tontechnik, Produzent
- Brian Foraker – Tontechnik, Abmischung
- Paul Fox – Abmischung
- Buzz Burrowes – zusätzliche Tontechnik
- Chris Fosdick – zusätzliche Tontechnik, Abmischung
- Stan Katayama – Tontechnik
- Mike Shipley – Abmischung
- Ed Thacker – Abmischung

## Cover
Das Albumcover von Union war das erste Yes-Cover seit Classic Yes (1981), das wieder vom Fantasy-Künstler Roger Dean gestaltet wurde. Das Bild auf der Vorderseite des Albums trägt den Titel The Guardians bzw. Canyon Cave und stammt aus Deans Desert Period (Wüstenperiode), ebenso wie das rückwärtige Bild Tsunami. Die Idee war es, einen Felsen zu zeichnen, der sich verflüssigt, verspritzt und sich danach wieder verfestigt.
Das Cover wurde zur Zeit seiner Veröffentlichung häufig diskutiert, da Dean damals erstmals das kleinere Format der CD berücksichtigen musste.
Roger Dean hatte in den 80er Jahren, im Vorlauf des Big Generator-Albums im Auftrag der Band ein neues Yes-Logo entwickelt. Ursprünglich war es zur Verwendung durch die „neuen“ Yes, Anderson, Kaye, Rabin, Squire und White, vorgesehen, da Steve Howe bis heute Rechte am Original-Logo besitzt, damals aber kein Bandmitglied war. Es wurde von YesWest jedoch nie genutzt und kam hier erstmals zur Anwendung. Dean kombinierte es allerdings mit dem klassischen Logo, um auch visuell zum Ausdruck zu bringen, dass sich auf Union die klassische und die 80er-Jahre-Besetzung zusammengefunden hatten.
Der Innenteil zeigt Computergrafiken von Roger Dean und Kai Krause, einem Entwickler von Grafiksoftware. Er arbeitete mit Dean auch bei anderen Projekten zusammen, unter anderem bei der Covergestaltung von Steve Howes Soloalbum Turbulence.

## Rückschau
Interessant ist, wie einheitlich die Platte für denjenigen klingt, der über die Querelen nicht informiert ist. Natürlich liegt mit Union kein klassisches Yes-Album vor, dennoch können viele der Songs als intelligenter Poprock überzeugen. Auf dem Album 90124 von Trevor Rabin ist unter anderem auch eine frühe Version von Miracle of Life enthalten, die tatsächlich Anflüge klassischen Progs aufweist.
Das Album wird bis heute von nahezu allen Beteiligten regelrecht gehasst, mit Ausnahme von Jon Anderson, auf dessen Idee das Union-Konzept ursprünglich zurückging. Abgesehen von ihm will niemand etwas mit der Platte zu tun gehabt haben. In Interviews wird das Thema nur selten angeschnitten, meist äußern sich die Beteiligten nur sehr vage über die Bedingungen ihrer Entstehung. Rick Wakeman nennt das Album bis heute Onion, er müsse weinen, wenn er an die Zeit zurückdenke. 
Andererseits war Union das letzte erfolgreiche Album der Band (ironischerweise verkaufte es sich jedoch nicht besser als Anderson Bruford Wakeman Howe, etwa 750.000-mal). Es erreichte Platz 7 in den englischen Charts und Platz 15 in den USA. Masquerade brachte Steve Howe eine Grammy-Nominierung ein.
Bruford, Howe und Wakeman verließen die Band nach dem Ende der Tour 1992 nacheinander, zum Teil auf Druck der neuen Plattenfirma Victory Records, die ein Album der 90125-Besetzung haben wollte. Talk verkaufte sich trotzdem weit schlechter als sein Vorgänger (ca. 300.000 Mal).